# Población de Cerrato (kommunhuvudort)
Población de Cerrato är en kommunhuvudort i Spanien.   Den ligger i provinsen Provincia de Palencia och regionen Kastilien och Leon, i den centrala delen av landet, 160 km norr om huvudstaden Madrid. Población de Cerrato ligger 758 meter över havet och antalet invånare är 138.
Terrängen runt Población de Cerrato är platt åt sydost, men åt nordväst är den kuperad. Población de Cerrato ligger nere i en dal. Runt Población de Cerrato är det mycket glesbefolkat, med 6 invånare per kvadratkilometer. Närmaste större samhälle är Venta de Baños, 15,1 km norr om Población de Cerrato. Trakten runt Población de Cerrato består till största delen av jordbruksmark.